# Мордкович, Бениамин Зиновьевич
Бениамин Зиновьевич Мордкович (19 января 1906 — 2000) — украинский советский скрипач и музыкальный педагог.

## Биография
Ученик и продолжатель Петра Столярского, в доме которого осиротевший Мордкович жил в 1915—1920 гг. В предвоенные годы концертировал в Одессе как солист и во главе струнного квартета Музыкально-драматического института. По возвращении в Одессу из эвакуации в 1944 году посвятил себя преимущественно педагогической деятельности. Преподавал в Одесской консерватории (с 1972 года — профессор), а также в Музыкальной школе Столярского.
Среди наиболее значительных учеников Мордковича — Эдуард Грач, Ольга Каверзнева, Роза Файн, Валерий Климов, Семен Снитковский, Дора Шварцберг, а также сын, в дальнейшем тоже профессор Одесской консерватории Леонид Мордкович и его жена Лидия Мордкович.